# 뉴질랜드의 주
뉴질랜드의 주는 하위정부의 형태로 뉴질랜드 식민지 시절 만들어졌다. 1846년 뉴질랜드가 책임정부가 없던 왕령식민지 시절 2개의 주(뉴얼스터주와 뉴뮌스터주)가 처음 설립되었다. 각각의 주는 입법회와 주지사가 있었다. 1852년 뉴질랜드 헌법이 통과됨에 따라 주는 6개의 정착지 또는 "식민지"로 개편되었다. 1873년 뉴질랜드의 주는 9개로 늘어났지만 9개의 주는 각각의 독립성이 옅어졌고 중앙집권 정부에 대한 요구가 증가했다. 1875년 뉴질랜드 의회는 지방정부를 폐지하기로 결정하고 1876년 11월 뉴질랜드의 주는 사라졌다. 뉴질랜드의 주는 뉴질랜드의 현으로 대체되었고, 이는 다시 뉴질랜드의 영토 당국으로 변경되었다.
폐지 이후 뉴질랜드의 주는 지방구역이라는 이름으로 알려지게 되었다.  현재에도 몇몇 뉴질랜드 지역정부는 뉴질랜드의 주가 남긴 원칙적 유산을 자신들의 행정구역 경계선이 확정된 것을 공휴일로 기념하고 있다.

## 왕령 식민지 시기

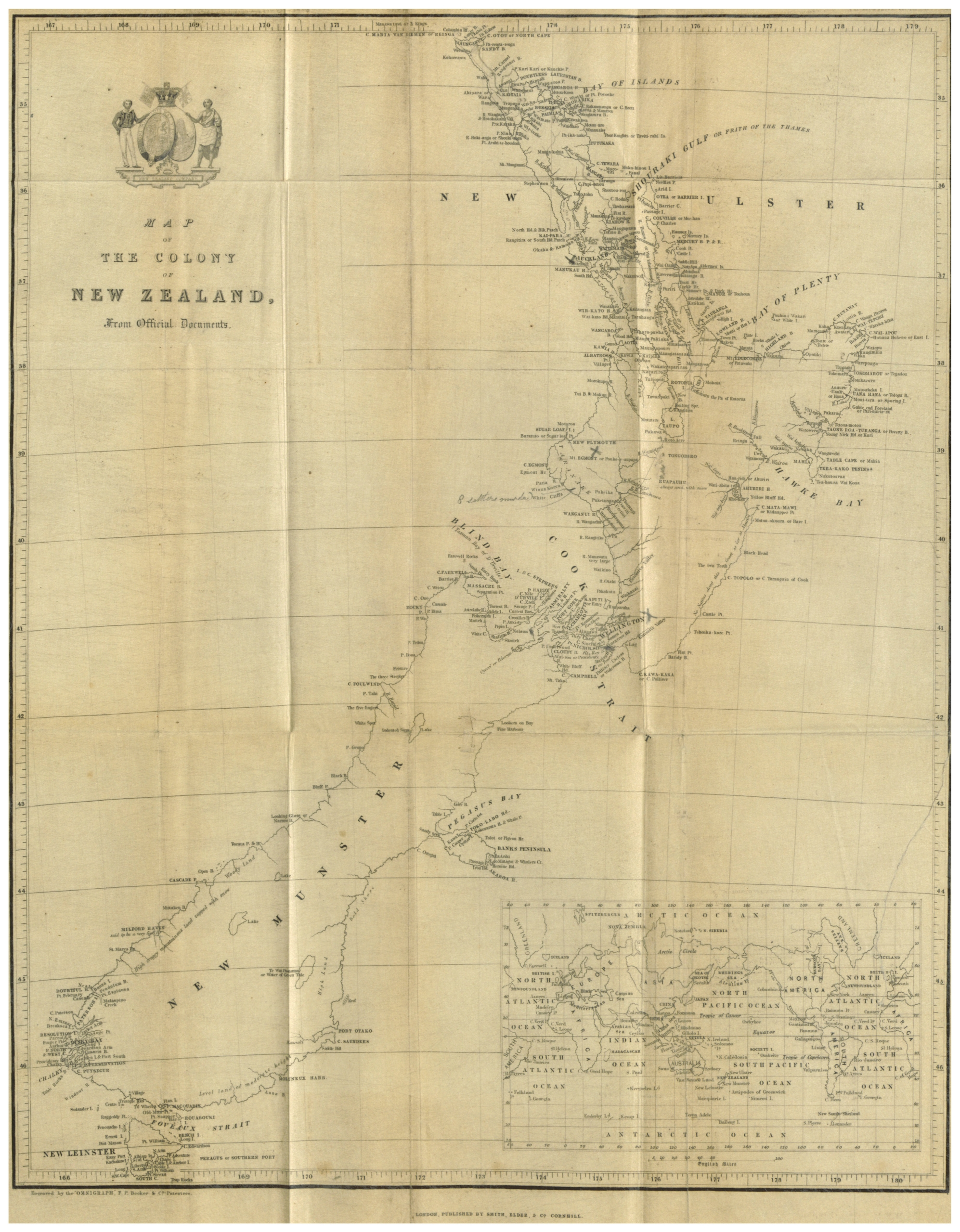
1842년 뉴질랜드 식민지 지도. 북섬을 "뉴얼스터"로, 남섬을 "뉴뮌스터"로, 그리고 스튜어트섬을 "뉴레인스터"로 표기했다.

1840년 뉴질랜드가 영국의 식민지가 되었을 때, 뉴질랜드는 별도의 식민지가 아닌 뉴사우스웨일스 식민지의 영토로 편입되었다. 1840년 11월 칙허에 따라 뉴질랜드는 각각 뉴얼스터주 (북섬), 뉴뮌스터주 (남섬), 그리고 뉴레인스터주(스튜어트섬)로 나뉘어졌다. 하지만 이 주들은 지리적인 중요성만 있었을 뿐이었다. 1841년 5월이 되어서야 뉴질랜드는 뉴사우스웨일스 식민지에서 독립해 별도의 식민지가 되었다.
1846년 영국 의회가 첫 뉴질랜드 헌법을 통과시켰을 때 이 헌법은 뉴질랜드에 주를 설립하는 것을 허용했다. 뉴질랜드의 총독인 조지 그레이가 1845년 11월에 뉴질랜드에 도착했고, 1847년 5월 새로운 뉴질랜드 헌법을 읽자 식민지성 파견 중단을 주장했다. 1848년 3월 10일 조지 그레이는 뉴질랜드의 주 경계를 마련했고 파테아강 입구를 기준으로 파테아강 입구 북쪽의 북섬 지역을 뉴얼스터로 정하고 남섬, 스튜어트섬과 파테아강 남쪽의 북섬을 뉴뮌스터주로 정했다. 각각의 주는 뉴질랜드 총독이 임명하는 부총독이 있었다.
1846년 헌법은 1848년 초에 효력을 상실했지만 존 위클리프함이 포트찰머스에 도착한 1848년 3월 23일이 되어서 뉴질랜드에 해당 소식이 도착했다. 한편 조지 그레이는 하위 행정구역으로 마오리 구역을 추가하는 것과 뉴질랜드 총회가 총독을 선출하는 것을 헌법 내용으로 하는 초안을 제시했다. 영국 의회는 마오리 구역을 추가하자는 초안만 수용했다.

## 책임정부 시기

1852년 헌법 이후 뉴질랜드의 주

1852년 뉴질랜드 헌법을 통해 뉴질랜드에는 오클랜드주, 뉴플리머스주, 웰링턴주, 넬슨주, 캔터베리주가 새로 탄생하게 되었다. 각각의 주에는 지방의회라 불리는 입법회가 있었고 지방의회에 소속된 선출 감독관이 있었다. 선거 이후 첫 회담에서 각 지방의회는 그들의 대변인을 선출했다.
1852년 헌법을 통해 뉴질랜드의 총독이 임명하는 뉴질랜드 입법부를 구성하는 뉴질랜드 의회와 국민들이 직접 선출하는 뉴질랜드 대의원도 만들어졌다. 이 법안은 1853년 1월 17일부터 뉴질랜드에서 효력을 발휘했고 주간 경계선을 결정하는 규정은 1853년 2월 28일 마련되었으며, 선거구는 1853년 3월 5일 마련되었다. 뉴질랜드의 첫 주 선거는 1853년 뉴질랜드 총선과 같은 날에 진행되었다. 뉴질랜드의 총독 조지 그레이는 주 선거와 총선을 동시에 진행하자고 주장했지만 1854년 5월 주 의회가 뉴질랜드 의회보다 먼저 소집되었다.